# یانکان
یانکان (به لاتین: Yankan) یک منطقهٔ مسکونی در روسیه است که در استان آمور واقع شده‌است.